# Liniendienst von Joh. Ces. Godeffroy & Sohn

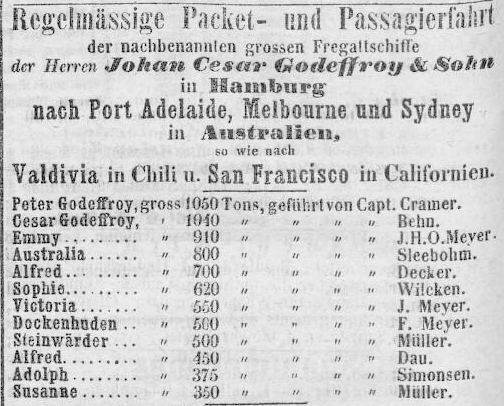
Anzeige von Joh. Ces. Godeffroy & Sohn im Februar 1850 in der in Hamburg erscheinenden Börsen-Halle

Werbung für die Linienschifffahrt von Joh. Ces. Godeffroy & Sohn, Anzeige in der Süd-Australischen Zeitung, 6. Januar 1865

Das Hamburger Handelshaus Joh. Ces. Godeffroy & Sohn begann ab 1850 unter der Leitung von Cesar Godeffroy einen Liniendienst mit regelmäßigen Schiffsverbindungen aufzubauen. Ausgehend von Hamburg wurden Ziele in Australien, Chile und Kalifornien durch Segelschiffe angelaufen. Viele der eingesetzten Fahrzeuge wurden auf der Reiherstiegwerft erbaut, die die Firma 1849 erworben hatte. Im Rahmen einer größeren Bauserie wurden hier Voraussetzungen für die Linienschifffahrt geschaffen. Anfang des Jahres 1857 besaß Joh. Ces. Godeffroy & Sohn 27 Schiffe mit einer Transportkapazität von zusammen 4961 Kommerzlasten und hatte damit die größte Flotte unter den Hamburger Reedereien.

## Geschichte
Das Scheitern der deutschen Revolution von 1848/1849 und Goldfunde in Kalifornien (ab 1848), im australischen Victoria (ab 1850), Neusüdwales (1851) und Queensland (ab 1853) trieb viele Menschen zur Auswanderung. Mit zahlreichen Inseraten in Zeitungen wurde von Joh. Ces. Godeffroy & Sohn in deutschsprachigen Ländern um Auswanderer und Frachtaufträge für die Segelschiffe geworben. Nach Entsendung von jeweils drei Auswandererschiffen nach Australien in den Jahren 1848 und 1849 wurde im April 1850 der regelmäßige Linienverkehr mit zunächst zwölf Segelschiffen begonnen. Für das Jahr 1852 übernahm die Firma eine vertragliche Verpflichtung, 2000 Auswanderer nach Australien zu schiffen. Zwecks Organisation wurde unter Leitung von Otto Neuhauss eine Niederlassung in Melbourne eröffnet. In den folgenden Jahren entsandten Joh. Ces. Godeffroy & Sohn jeweils zehn bis zwölf große Schiffe in die Kolonie Südaustralien. Hier waren B. Amsberg & Co Exklusiv-Agenten. Im Frachtverkehr übernahmen sie 1861 früheste Transporte holsteinischer und sächsischer Schafe zu Zuchtzwecken.
Zugleich war 1852 der Beginn einer Spitzenperiode im Transport von deutschen Auswanderern nach Sydney. In der Stadt standen Joh. Ces. Godeffroy & Sohn zunächst in Verbindung zu dem Kaufmann Adolph Feez. In den Folgejahren wechselten die Agenturen zu Kirchner & Co, J. B. Metcalfe und Dreutler & Co. 1861 wurden schließlich Rabone, Feez & Co, hervorgegangen aus der von Adolph Feez gegründeten A. Feez & Co., mit dem Verkauf von Passagescheinen für die Linienschiffe und einer Vermittlung von Immigranten als Arbeitskräften für den australischen Markt beauftragt. Ab 1862 trat das Haus in der Kolonie Neusüdwales als Generalagent für die Schifffahrtslinie auf.
Im australischen Queensland übernahm ab 1864 die J. C. Heussler & Co eine Agentur im Auswanderertransport für einzelne Schiffe (Johan Cesar und Peter Godeffroy). 1867 wurde der Inhaber Johann Christian Heussler zum Treuhänder für Passagegelder prospektiver Einwanderer nach Queensland. 1869 erhielt seine Firma eine Exklusiv-Lizenz zum Verkauf von Passagescheinen für den Godeffroy'schen Liniendienst.
Die Abfertigung der Schiffe in Hamburg wurde durch die Firma Dieseldorff & Co durchgeführt. Johann Peter Daniel Dieseldorff (1826–1887) hatte sich einige Zeit in Australien aufgehalten und über seine Erfahrungen ein Buch verfasst. Als Schiffsmakler waren Knöhr & Burchard, J.D. Schirmer’s Nachfolger, Cellier & Parrau und Friedr. Brödermann für die Befrachtung zuständig.
Die Fahrten nach Kalifornien begannen ab 1857 unrentabel zu werden und wurden eingestellt. 1867 reduzierte man auch die Frequenzen nach Australien. Durch wirtschaftliche Krisen kam es Ende 1879 zur Zahlungsunfähigkeit von Joh. Ces. Godeffroy & Sohn und infolgedessen zum Erliegen des Liniendienstes.

## Zitate
„Regelmäßige Packet- und Passagierfahrt der nachbenannten großen Fregattschiffe der Herren Johann Cesar Godeffroy u. Sohn in Hamburg nach Port Adelaide, Melbourne und Sydney in Australien. […] Sämtliche Schiffe sind eigends zu dieser Fahrt gebaut und auf das Zweckmäßigste eingerichtet. Im April 1850 werden die obigen die regelmäßige Fahrt beginnen.“

„Direct Line of Hamburg and Australian Clipper Packets, sailing from Hamburg twice a month […] The undersigned can confidently recommend the splendid line of packets, belonging to the eminent firm of Messrs. John Cesar Godeffroy and Son, of Hamburg.“

## Liste der Schiffe im Liniendienst

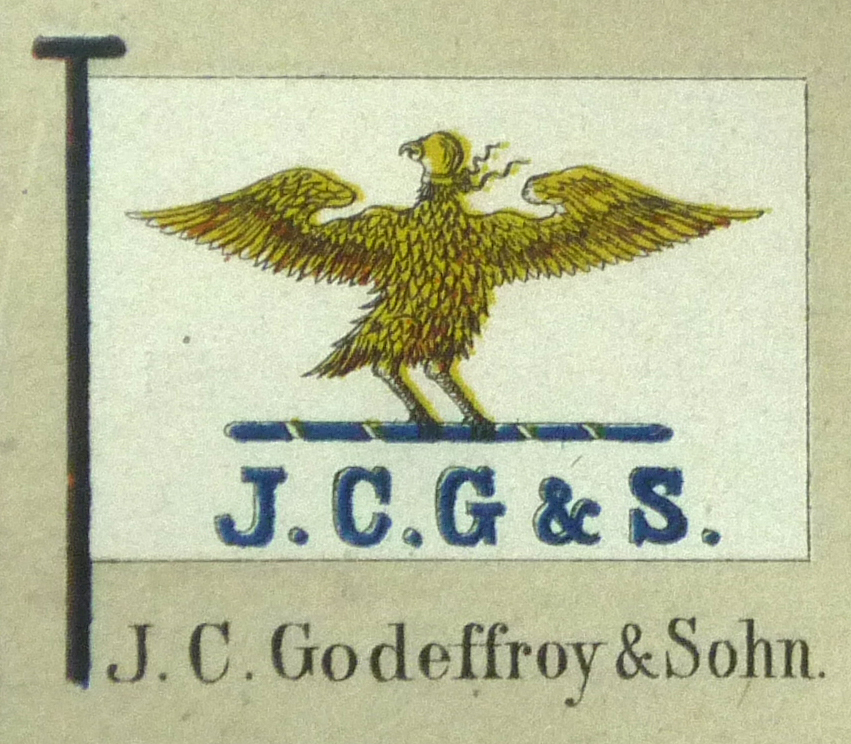
Flagge der Reederei, Ausschnitt aus der Lithografie Flaggenkarte Hamburgischer Rheder

| Name              | Typ          | Baujahr | Bauwerft                                                |
| ----------------- | ------------ | ------- | ------------------------------------------------------- |
| Adolph            | Bark         | 1838    | Richters, Hamburg                                       |
| Adolph            | Brigg        | 1854    | Godeffroy’s Werfte Reiherstieg                          |
| Adolph            | Brigg        | 1858    | Reiherstieg Schiffswerfte & Kesselschmiede              |
| Alfred            | Bark         | 1836    | Werft Johann Lange                                      |
| Alfred            | Bark         | 1842    | Lulea                                                   |
| Alfred            | Bark         | 1856    | Godeffroy’s Werfte Reiherstieg                          |
| Antonie           | Brigg        | 1831    | Chatham, USA                                            |
| Alster            | Bark         | 1846    | Venedig                                                 |
| Australia         | Vollschiff   | 1837/38 | Biddeford                                               |
| Australia         | Brigg        | 1858    | Reiherstieg Schiffswerfte & Kesselschmiede              |
| Beausite          |              | 1854    | William Perrine, New York                               |
| Cesar & Helene    | Brigg        | 1817    |                                                         |
| Cesar & Helene    | Brigg        | 1856    | Godeffroy’s Werfte Reiherstieg                          |
| Cesar Godeffroy   | Bark         | 1851    | Godeffroy’s Werfte Reiherstieg                          |
| Cesar Godeffroy   | Bark         | 1855    | Godeffroy’s Werfte Reiherstieg                          |
| Cesar Godeffroy   | Bark         | 1873    | Johann Marbs Werft                                      |
| Dockenhuden       | Bark         | 1848    | Dreyer-Werft (Neuhof)                                   |
| Emmy              | Vollschiff   | 1847    |                                                         |
| Esplanade         |              |         |                                                         |
| Grasbrook         | Brigg        | 1851/53 | Gottfried Jacob Franz Krohn, Schiffbaumeister (Hamburg) |
| Helene            | Bark         | 1851    | Godeffroy’s Werfte Reiherstieg                          |
| Hermann           | Bark         | 1849    | Mitzlaff-Werft (Elbing)                                 |
| Iserbrook         | Brigg        | 1853    | Godeffroy’s Werfte Reiherstieg                          |
| Johan Cesar       | Bark         | 1852    | Godeffroy’s Werfte Reiherstieg                          |
| Kehrwieder        | Schonerbrigg | 1852/53 | Werft Johann Jakob Richters                             |
| La Rochelle       | Vollschiff   | 1855    | Godeffroy’s Werfte Reiherstieg                          |
| Peter Godeffroy   | Vollschiff   | 1851    | Weilbach (Stockholm)                                    |
| Peter Godeffroy   | Bark         | 1857    | Godeffroy’s Werfte Reiherstieg                          |
| Peter Godeffroy   | Bark         | 1868    | Reiherstieg Schiffswerfte & Kesselschmiede              |
| Reiherstieg       | Brigg        | 1852    | Godeffroy’s Werfte Reiherstieg                          |
| San Francisco     | Bark         | 1846    | Björneborg                                              |
| San Francisco     | Bark         | 1859    | Reiherstieg Schiffswerfte & Kesselschmiede              |
| Sophie            | Bark         | 1850    | Godeffroy’s Werfte Reiherstieg                          |
| Steinwärder       | Bark         | 1848    | Dreyer-Werft (Neuhof)                                   |
| Susanne           | Brigg        | 1850    | Godeffroy’s Werfte Reiherstieg                          |
| Susanne Godeffroy | Vollschiff   | 1863    | Meyer-Werft (Lübeck)                                    |
| Vesta             | Brigg        | 1807    | Bremen                                                  |
| Vesta             | Brigg        | 1850    | Uckermünde                                              |
| Vesta             | Brigg        | 1855/56 | Somm’sche Werft                                         |
| Victoria          | Bark         | 1839    | Somm’sche Werft                                         |
| Wandrahm          | Vollschiff   | 1854    | Godeffroy’s Werfte Reiherstieg                          |
| Wilhelmsburg      | Vollschiff   | 1853    | Godeffroy’s Werfte Reiherstieg                          |